# 諏訪頼満 (安芸守)
諏訪 頼満（すわ よりみつ）は、戦国時代の武将。信濃の戦国大名諏訪氏の当主。諏訪政満の子で、諏訪頼重の祖父。

## 生涯
諏訪政満の次男。
文明15年（1483年）1月8日、一族の諏訪継満（諏訪大社大祝家）・金刺興春（諏訪下社金刺氏）・高遠継宗（高遠氏）の反乱（文明の内訌）によって父の政満と兄の宮若丸を殺されたため、10歳で家督を相続した。成長して永正15年（1518年）に金刺興春の子・昌春を萩倉要害に攻めて甲斐に追放し、高遠継宗の子・頼継を降伏させて諏訪地方一帯を統一し、さらに昌春を助ける甲斐の武田信虎とも戦う。享禄元年（1528年）には国境の神戸境川（長野県諏訪郡富士見町）において信虎勢を撃破し、積極的に領国を拡大していった。このように諏訪氏の最盛期を築き上げた頼満は、「諏訪氏中興の祖」と言われた。
享禄3年（1530年）4月18日、嫡男の頼隆が頼満に先立って31歳で急死し、天文3年には嫡孫の頼重に家督を譲って出家して碧雲斎と名乗る。享禄4年（1531年）には甲斐の国人領主らを後援した河原辺合戦（山梨県韮崎市）で敗退しており、天文4年（1535年）には信虎と和睦する。信虎の娘を頼重に娶わせ、ともに小笠原長棟を攻めた。
天文8年（1539年）11月、背中に生じた腫瘍の悪化によって67歳で病死した。諏訪氏が武田晴信によって滅ぼされる2年半ほど前のことであった。

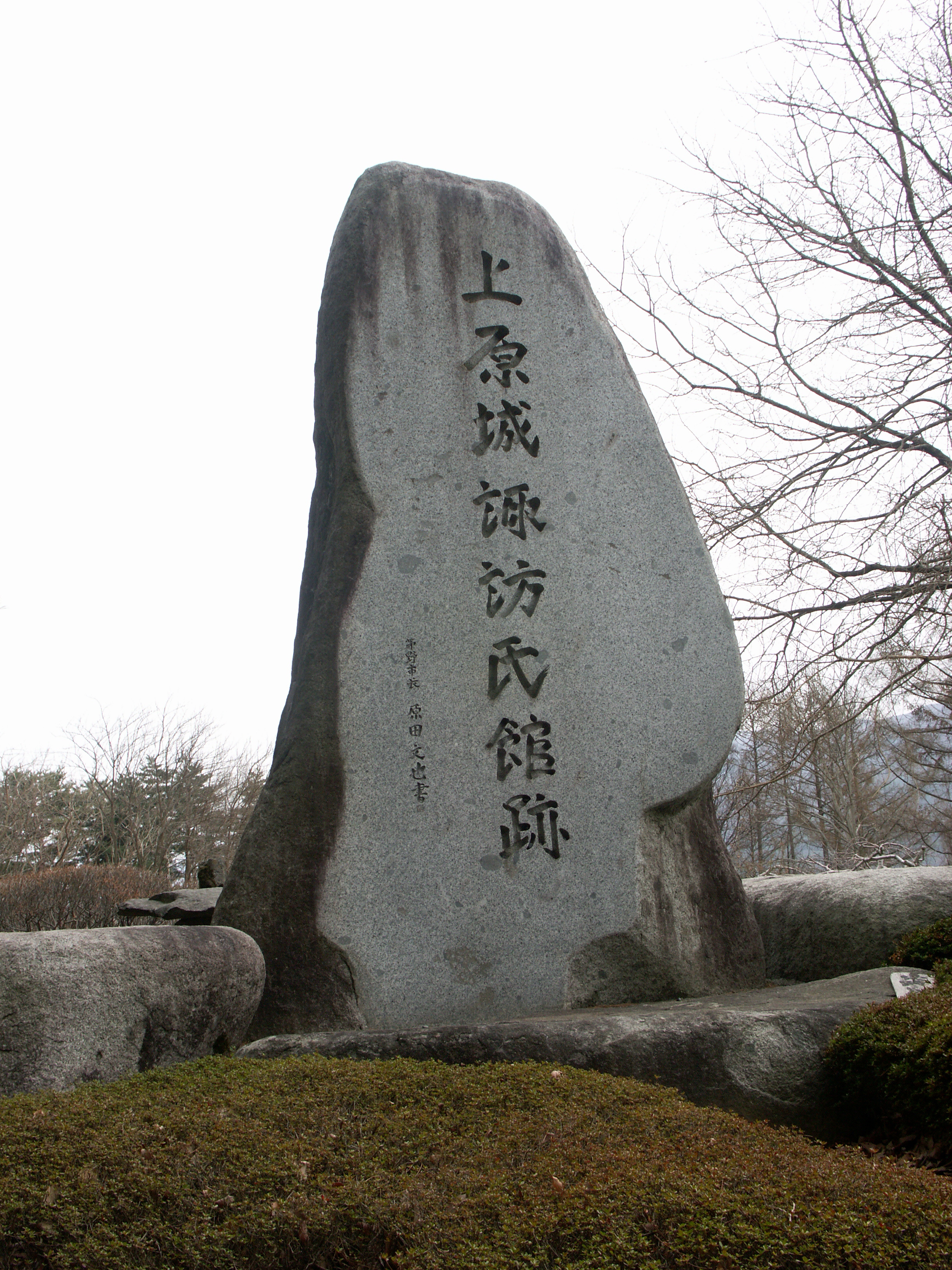
上原城居城跡の石碑